# 楫取素彥

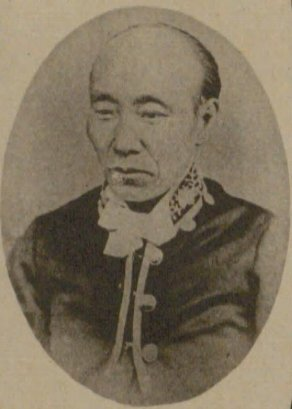
楫取素彥

楫取素彥（日语：かとり もとひこ；1829年4月18日—1912年8月14日），幕末的長州藩志士、明治時代的政府官僚、政治家。錦鷄間祗候 (きんけいのましこう，一種華族的優遇資格）、正二位勋一等男爵。通稱久米次郎、内藏次郎。又因過繼給小田村家作為養嗣子，而被改名為小田村伊之助（おだむら いのすけ），後來稱文助、素太郎。
慶應3年（1867年）9月，改名楫取素彥。諱希哲（ひさよし），字士毅，號耕堂彜堂、晩稼、棋山、不如歸耕堂等。
楫取素彥的夫人杉壽，是吉田松陰的妹妹，杉壽的妹妹杉文嫁給久坂玄瑞。
明治維新後，1876年，楫取素彥加入新政府，為首任群馬縣令。1884年出任元老院議官、貴族院議員。1887年受封男爵。1912年去世，因嫡子楫取道明已死在台灣，由孫子楫取三郎襲男爵。

## 脚注
1. ↑  楫取以外にも藩命により、桂小五郎が木戸孝允に、村田蔵六が大村益次郎に改名している。

## 外部連結
- 楫取家文書12 - 近代デジタルライブラリー